# Zdeněk Procházka
Zdeněk Procházka (* 7. Juni 1954 in Pilsen) ist tschechischer Herausgeber, Publizist und Fotograf.

## Leben
Zdeněk Procházka wurde 1954 in Pilsen geboren. Sein Großvater Alois Procházka war Direktor des Museums in Domažlice. Von 1969 bis 1973 lernte er Grafik in Brno und besuchte einen Kurs für Konservatoren. Von 1975 bis 1980 war er Grafiker und Fotograf in der Druckerei Stráž Plzeň. Von 1980 bis 1990 arbeitete er als Sachbearbeiter für Werbung bei Elitex in Kdyně.
1990 gründete Zdeněk Procházka den Verlag Nakladatelství Českého Lesa (deutsch: Böhmerwald-Verlag), der sich in Domažlice befindet und Bücher und Karten zur Geschichte Westböhmens herausgibt. Seit 1996 betreibt Procházka außerdem das historische Restaurant „U Meluzíny“ (Zur Melusine) im restaurierten Nachbarhaus des Verlages. 2001 erwarb Procházka die mittelalterliche Feste in Lštění (etwa 13 Kilometer nordöstlich von Domažlice) und begann mit deren Restaurierung.
Zdeněk Procházka ist Autor einer Reihe von Büchern und Karten, die sich mit verschiedenen Aspekten der Geschichte Westböhmens beschäftigen. Die Schilder, die im deutsch-böhmischen Grenzgebiet auf die untergegangenen Dörfer hinweisen, sind der Initiative von Procházka zu verdanken.
Zdeněk Procházka erhielt eine Reihe an Auszeichnungen. 2007 war er vom tschechischen Journalistenverband geehrt worden, 2008 erhielt er vom Verein Bavaria Bohemia e. V. die Auszeichnung Brückenbauer | Stavitel mostů für sein Engagement für die deutsch-tschechischen Beziehungen, 2010 den Waldschmidtpreis in Eschlkam, 2012 zeichnete ihn der Freundeskreis Furth im Wald-Domažlice aus und 2014 erhielt er die Ehrenmedaille der Stadt Domažlice (Taus).

## Schriften
- mit Josef Nejdl: Chodsko historické a současné. Chodenland früher und jetzt. = Chod Area historical and present. Nakladatelství Českého lesa ve spolupráci s Muzeem Chodska, Domažlice 2013, ISBN 978-80-87316-39-9.
- mit Josef Nejdl: Recepty ze zámeckých kuchyní aneb pochoutky ze šlechtických sídel konce 19. století. = Rezepte aus Schlossküchen oder Delikatessen aus Adelssitzen aus dem Ende des 19. Jahrhunderts. Nakladatelství Českého Lesa, Domažlice 2013, ISBN 978-80-87316-34-4.
- Co odnesl čas. = Was mit der Zeit verschwunden ist. Nakladatelství Českého Lesa, Domažlice 2010 ff.;
  - Band 1: Domažlicko, Chodsko a Kdyňsko na nejstarších fotografiích. = Tauser und Neugedeiner Region und Chodenland auf den ältesten Aufnahmen. 2010, ISBN 978-80-87316-15-3;
  - Band 2: Horšovskotýnsko a Český les na nejstarších fotografiích. = Die Bischofteinitzer Region und der Böhmische Wald auf den ältesten Fotografien. 2011, ISBN 978-80-87316-21-4;
  - Band 3: Stříbrsko a Plánsko na nejstarších fotografiích. = Die Mieser und Planer Region auf den ältesten Fotografien. 2012, ISBN 978-80-87316-28-3;
  - Band 4: Tachovsko a Český les na nejstarších fotografiích. = Tachauer Region und der Böhmische Wald auf den ältesten Fotografien. 2013, ISBN 978-80-87316-37-5.
- Putování po zaniklých místech Českého lesa. = Wanderungen durch verschwundene Ortschaften des Böhmischen Walds. Nakladatelství Českého Lesa, Domažlice 2007 ff.;
  - Band 1: Domažlicko. Osudy 50 zaniklých obcí, vsí a samot. = Kreis Taus. Die Geschicke von 50 verschwundenen Dörfern, Weilern und Einöden. 2007, ISBN 978-80-86125-78-7;
  - Band 2: Tachovsko. Osudy 45 zaniklých obcí, vsí a samot. = Bezirk Tachau. Die Geschicke von 45 verschwundenen Dörfern, Weilern und Einöden. 2011, ISBN 978-80-87316-16-0.
- als Herausgeber: Jiří Fiedler, Václav Fred Chvátal: Židovské památky Tachovska, Plánska a Stříbrska. = Jüdische Denkmäler im Tachauer, Planer und Mieser Land. Nakladatelství Českého Lesa, Domažlice 2008, ISBN 978-80-86125-81-7.
- Domažlice na historických vedutách, fotografiích a pohlednicích. = Domažlice (Taus) auf historischen Veduten, Fotografien und Ansichtskarten. = Domažlice in historic vedutas, photos and postcards. Nakladatelství Českého Lesa, Domažlice 2008, ISBN 80-86125-67-X.
- mit Zdeněk Vyšohlíd: Was die Landschaft mit Leben erfüllt. Schicksale der 129 Kirchen in der Region um Domažlice und Tachov 1990–2000 (= Průvodce Historií Západních Čech. Bd. 6). Herausgegeben von der Fakultät für Geisteswissenschaften der Westböhmischen Universität in Pilsen. Fakulta Humanitních Studií Západočeské Univerzita u. a., Pilsen u. a. 2001, ISBN 80-86125-22-X (2., neubearbeitete Auflage. ebenda 2003, ISBN 80-86125-22-X).
- mit Werner Perlinger und Hansjörg Schneider: Čerchov a jeho okoli po obou stranách hranice. = Der Čerchov und seine Umgebung beiderseits der Grenze. Nakladatelství Českého Lesa, Domažlice u. a. 2000, ISBN 80-86125-20-3, Digitalisat.
- mit Ladislava Váňova: Klatovy město. = Klatovy Stadt (= Historicko-Turistický Průvodce. Bd. 14). Nakladatelství Českého Lesa, Domažlice 2000, ISBN 80-86125-18-1.
- mit Petr Wenzl: Konstantinovy Lázně. Lázeňské vycházky. = Konstantinsbad. Nakladatelství Českého Lesa, Domažlice 2000, ISBN 80-86125-17-3.
- Glasindustrie im Böhmischen Wald. Eine Topographie der Glas-, Schleif- und Polierwerke. = Skláství v eském lese (= Průvodce Historií Západních Čech. Bd. 3). Nakladatelství Českého Lesa, Domažlice 1999, ISBN 80-86125-12-2 (2., verbesserte Auflage. ebenda 2003, ISBN 80-86125-35-1).
- mit Antonin Kondrys: Horšovskotýnsko. = Bischofteinitzer Region (= Historicko-Turistický Průvodce. Bd. 9). Nakladatelství Českého Lesa, Domažlice 1997, ISBN 80-901877-6-5, Digitalisat.
- Tachov-město. = Tachov (Tachau) – Stadt. Nakladatelství Českého Lesa, Domažlice 1997, ISBN 80-901877-4-9, Digitalisat.
- mit Werner Perlinger: Burgen im bayerisch-böhmischen Grenzland. Ihre Wiederentdeckung. = Hrady v česko-bavorském pohraničí.Stadtverwaltung u. a., Furth im Wald u. a. 1996.
- Domažlicko a Kdyňsko. = Tauser und Neugedeiner Region (= Historicko-Turistický Průvodce. Bd. 5). Nakladatelství Českého Lesa, Domažlice 1996, ISBN 80-901122-5-0.
- mit Antonin Kondrys: Černá Řeka – Sophiental. 1795–1995. Nakladatelství Českého lesa, Domažlice 1995, ISBN 80-901122-8-5.
- mit Jan Oulík: Historické náhrobníky Tachovska. = Die historischen Grabmäler der Tachauer Region (= Průvodce Historií Západních Čech. Bd. 1). Nakladatelství Českého Lesa, Domažlice 1995, ISBN 80-901122-6-9.
- Český les. = Böhmischer Wald (= Domažlicko. Bd. 1). Nakladatelství Českého Lesa, Domažlice 1992, ISBN 80-901122-0-X.